# Croy (Écosse)
Pour les articles homonymes, voir Croy.
Croy est un village du council area d'Highland en Écosse.